# Kutalanggeng
Kutalanggeng is een bestuurslaag in het regentschap Karawang van de provincie West-Java, Indonesië. Kutalanggeng telt 3005 inwoners (volkstelling 2010).